# Labyrinth (Labyrinth)
Labyrinth è il quarto album della Power/Progressive metal band Labyrinth, pubblicato nel 2003.

## Tracce
1. The Prophet – 4:46
2. Livin' In A Maze – 4:38
3. This World – 4:55
4. Just Soldier (Stay Down) – 5:27
5. Neverending Rest – 4:54
6. Terzinato – 5:50
7. Slave to the Night – 6:06
8. Synthetic Paradise – 5:48
9. Hand In Hand – 4:27
10. When I Will Fly Far – 5:17

## Formazione
- Roberto Tiranti - voce
- Andrea Cantarelli - chitarra
- Cristiano Bertocchi - basso
- Andrea De Paoli - tastiere
- Mattia Stancioiu - batteria